# Trijntje Oosterhuis
Trijntje Oosterhuis, celým jménem Judith Katrijntje Oosterhuis (* 5. února 1973 Amsterdam) je nizozemská popová a jazzová zpěvačka. V letech 1990–2001 zpívala ve skupině Total Touch, kterou založila spolu se starším bratrem Tjeerdem Oosterhuisem, od té doby vystupuje jako sólistka. V roce 2012 byla porotkyní soutěže The Voice of Holland. Reprezentovala Nizozemsko na soutěži Eurovision Song Contest 2015, kde nepostoupila do finále a byla jí udělena Barbara Dex Award. V letech 2012–2017 byla členkou superskupiny Ladies of Soul.
Jejími rodiči jsou teolog Huub Oosterhuis a flétnistka Jozefien Melief.

## Diskografie
Sólová
- For Once in My Life (1999)
- Trijntje Oosterhuis (2003)
- Strange Fruit (2004)
- See You as I Do (2005)
- The Look of Love (2006)
- Sundays in New York (2011)
- We've Only Just Begun (2011)
- Wrecks We Adore (2012)
- Walk Along (2015)

S Total Touch
- Total Touch (1996)
- This Way (1998)